# 霸都魯
霸都鲁（即巴特爾，？—1261年），又作拔都儿、霸突鲁。蒙古帝国札剌亦兒氏。《元史》作木华黎之孙，孛鲁之子，根据《丞相东平忠宪王碑》记载他说塔思次子，孛鲁之孙。
霸都鲁曾随从忽必烈征伐各地，累立战功。有见识谋略，被忽必烈器重。曾劝忽必烈：“经营天下，驻之所，非燕京不可。”1259年秋，蒙哥在位时，在忽必烈率领下，率军由蔡州伐南宋，五战皆捷。率领水军攻打岳州，击败吕文德援军蒙哥汗驾崩后，忽必烈北还与阿里不哥争位，留霸突鲁屯守，总军务。中统二年（1261年）在军中去世。忽必烈即位后，定都燕京，说：“朕居此以临天下，霸突鲁之力也。”大德八年（1304年）追赠为东平王，谥武靖。其子中书右丞相安童。

## 延伸阅读
[在维基数据编辑]
 《新元史/卷119》，出自柯劭忞《新元史》